# 347028 Važec
347028 Važec è un asteroide della fascia principale. Scoperto nel 2010, presenta un'orbita caratterizzata da un semiasse maggiore pari a 2,3933055 UA e da un'eccentricità di 0,1604234, inclinata di 1,77127° rispetto all'eclittica. L'asteroide prende il nome da Važec, un comune della Slovacchia.